# Sophia Kiely
Sophia Kiely (Londra, 28 novembre 2000) è un'attrice britannica.

## Biografia
Ha recitato a Londra nel musical Matilda the musical per cui ha vinto il Laurence Olivier Award alla migliore attrice in un musical nel 2012.